# Kuromukuro
Kuromukuro (クロムクロ) est une série d'animation japonaise de 26 épisodes produite par le studio d'animation P.A.Works à l'occasion de son 15e anniversaire,, et diffusée au Japon entre le 7 avril 2016 et le 29 septembre 2016. La série est diffusée à l'international sur Netflix.

## Synopsis
Durant l'ère Sengoku, il y a de cela 450 ans, une force extraterrestre appelée Efi Dorg tente d'envahir la Terre. Au Japon, le clan Washiba subit l'attaque des mecha et des drones, surnommés "Ogres" (Oni en vo) par les Japonais. Mais l'héritière du clan, Yukihime, et son gardien le samouraï Kennosuke Tokisada Ouma, ripostent avec un mecha volé qu'ils appellent la «relique noire» (黒 骸, Kuromukuro). Ils réussissent à vaincre leurs ennemis, mais leur mecha est pris dans une explosion ennemie et Yukihime disparaît.
Il y a 60 ans, le mecha est déterré lors de la construction du barrage de Kurobe et va faire l'objet de recherche dans un laboratoire des Nations unies installé sur place.
Yukina Shirahane est en dernière année de lycée et doit commencer à songer sérieusement à son avenir. Le problème, c'est que ses résultats scolaires ne sont pas brillants. Un jour, alors qu'elle rend visite à sa mère sur son lieu de travail, le laboratoire des Nations unies de Kurobe, elle est témoin d'une attaque d'"Ogres". Au cours de l'attaque, elle remarque une lumière rouge sur un artefact mystérieux et pose sa main dessus. Elle réveille ainsi Kennosuke qui la prend tout d'abord pour sa princesse.
Aidé par la famille de Yukina et les membres du laboratoire des Nations unies, Kennosuke va devoir s'adapter à la vie au XXIe siècle et aussi s'opposer à nouveau à  l'invasion de la Terre par Efi Dorg. Son mecha étant l'arme la plus efficace contre la technologie Efi Dorg, il devient un atout les plus précieux. Yukina s'étant involontairement synchronisée biométriquement avec le mecha, et du fait de la nécessité d'un pilote et d'un navigateur, devient ainsi le partenaire de combat de Kennosuke.

## Personnages

### Personnages principaux
Kennosuke Tokisada Oma (青馬 剣之介 時貞, Ouma Kennosuke Tokisada)
Voix japonaise : Yōhei Azakami, voix française : Nicolas Matthys
Kennosuke est un jeune homme né à l'époque Sengoku qui se réveille de nos jours dans le "Cube", l'unité de contrôle du "Relique Noire" découvert sur le chantier de construction du barrage de Kurobe. Dans le passé, afin de protéger Yukihime, il a combattu les "Ogres" à l'aide de ce mecha humanoïde volé. Le pilotage de ce mécha nécessite un équipage de deux personnes, une technologie de nanomachines permet à Kennosule de le piloter et à Yukina d'assurer la fonction de navigateur. Il a le même âge que Yukina et malgré sa confusion initiale face au monde moderne, il se lie d'amitié avec la famille de Yukina.
Yukina Shirahane (白羽 由希奈, Shirahane Yukina)
Voix japonaise : Mao Ichimichi, voix française : Elisabeth Guinand
Yukina est une élève de deuxième année du lycée Tateyama International et sa mère est à la tête du Laboratoire de Kurobe des Nations unies. Elle rêve d'aller sur Mars. En raison de la disparition de son père, elle ne se sent pas sûre de son avenir et n'aime pas l'idée de devoir se battre, surtout si l'ennemi a l'air humain. On apprendra plus tard que Yukina a le même ADN que Muetta et Yukihime, ce qui explique pourquoi elle a pu se synchroniser avec le Mecha et devenir le navigateur et partenaire de Kennosuke.
Muetta (ムエッタ)
Voix japonaise : Aki Toyosaki, voix française : Eleonore Meeus
Muetta est une pilote d'Efi Dorg qui est un clone de Yukihime obtenue en utilisant son ADN. Cette pratique est une habitude pour Efi Dorg qui créé sur place ses propres troupes en clonant des ennemis vaincus. Son geoframe est désigné "Medusa" (メ ド ゥ ー サ, Medūsa) par l'ONU. Elle est poignardée par Mirasa et survit à peine. Elle aide finalement Kennosuke à sauver Yukina d'Efi Dorg.
Sophie Noel (ソフィー・ノエル, Sofī Noeru)
Voix japonaise : Reina Ueda, voix française : Delphine Chauvier
Sophie est une étudiante d'échange française, otaku des samouraï, pratiquant le Iaido et membre des forces d'élite françaises, le GIGN. Malgré sa petite silhouette, elle est une maîtresse du judo. Sophie est un prodige avec des robots d'exploitation et est même pilote d'essai au laboratoire de l'ONU à Kurobe.

### Institut de recherche Kurobe des Nations Unies
Hiromi Shirahane (白羽 洋海, Shirahane Hiromi)
Voix japonaise : Kanako Tōjō, voix française : Nathalie Hugo
La mère de Yukina et la directrice scientifique du laboratoire de Kurobe. Elle était le designer principal de l’unité « GAUS (Gravity Attenuated Upright Shell) ». Ces unités en développement sont des mecha biplace contrôlé par un pilote et navigateur. Elle est une mère dominatrice mais manquant de qualités maternelles.
Tom Borden (トム・ボーデン, Tomu Bōden)
Voix japonaise : Ryōhei Kimura, voix française : Olivier Francart
Agé de 31 ans, Tom est le pilote du GAUS 1 et membre des Marines américains. Bien qu’il ait une personnalité rugueuse, Tom est le leader des pilotes de GAUS. Lors de la contre-attaque contre Efi Dorg, il devient le pilote du "Longarm".
Liu Shenmei (劉 神美, Ryū Shenmii)
Voix japonaise : Hikaru Ueda
La navigatrice de 27 ans du GAUS 1. Une personne très réservée, Shenmei parle peu et aide à équilibrer la nature entêtée de Tom. Plus tard, elle devient pilote du GAUS 3.
Toshiyuki Mozumi (Sebastian) (茂住 敏幸 (セバスチャン), Mozumi Toshiyuki (Sebasuchan))
Voix japonaise : Taiten Kusunoki, voix française : Maxime Van Stantfoort
Le navigateur de 38 ans du GAUS 2. Capitaine dans la JSDF, Sebastian est le majordome de Sophie. Lors de l’attaque la plus importante d’Efi Dorg, il se sacrifie pour tenter de tuer Mirasa et l’empêcher d’attaquer Muetta et Sophie. Cependant, malgré sa réussite à stopper Mirasa, celle-ci parvient à survivre. Il est révélé plus tard qu’il a également survécu.
Minoru Aramata (荒俣 稔, Aramata Minoru)
Voix japonaise : Kōichi Makishima
Ingénieur en chef au laboratoire de Kurobe. Il est un expert en physique et géologie à l’état solide, et était chargé de l’excavation de l’artefact.
Arthur Graham (アーサー・グラハム, Āsā Gurahamu)
Voix japonaise : Katsuyuki Konishi, voix française : Alain Eloy
Commandant des forces de défense du laboratoire de Kurobe. Major dans l’armée britannique et ancien membre des SAS, Graham est sérieux dans son travail et n’est pas seulement à la recherche de promotions.
Rita Ferreira Mendes (リタ・フェレイラ・メンデス, Rita Fereira Mendesu)
Voix japonaise : Lynn, voix française : Sophie Pyronnet
Opératrice dans la salle de contrôle de défense. Rita porte des lunettes et a un comportement positif. Après avoir été possédée par un parasite électronique, elle coopère avec d’autres humains contrôlés pour prendre le contrôle du laboratoire de Kurobe. Elle est libérée lorsque les forces de l’ONU parviennent à reprendre le laboratoire, mais comme les humains n’ont pas la technologie nécessaire pour inverser l’influence des parasites, elle reste dans un état végétatif. En 2021, à la grande surprise de son amie Beth, elle semble revenir à elle-même.
Elizabeth "Beth" Butler (エリザベス・バトラー (ベス), Erisabesu Batorā (Besu))
Voix japonaise : Juri Kimura
Opératrice dans la salle de contrôle de défense. Elle est grande en taille et en compassion.
Paula Kowalczyk (ポーラ・コヴァルチック, Pōra Kovaruchikku)
Voix japonaise : Rina Satō, voix française : Nathalie Hons
Chercheuse à la division du développement du laboratoire de Kurobe. Elle est titulaire d’un doctorat en génie des matériaux et utilise une technologie obtenue à partir de la "Relique Noire".
Girolamo "Giro" Casiraghi (ジローラモ・カシラギ (ジロー), Jirōramo Kashiragi (Jirō))
Voix japonaise : Hiromichi Tezuka, voix française : Olivier Cuvellier
Chercheur à la division d’examen du laboratoire de Kurobe. Il est titulaire d’un doctorat en génie électrique et analyse la "Relique Noire".
Jules Hausen (ジュール・ハウゼン, Jūru Hauzen)
Voix japonaise : Yūya Uchida
Un expert en anatomie et biochimie. Il est bizarrement obsédé par ses sujets de recherche.

### Mt. Tate International Senior High School
Marina Unami (宇波 茉莉奈, Unami Marina)
Voix japonaise : Manami Sugihira
Une infirmière scolaire de 23 ans et conseillère d’éducation à l’école de Yukina. Elle se consacre au bien-être de ses élèves.
Naoki Takekuma (武隈 直樹, Takekuma Naoki)
Voix japonaise : Hidenobu Kiuchi, voix française : David Manet
Le professeur principal de Yukina. Takekuma est un rabat-joie qui ne mâche pas ses mots.
Mika Ogino (荻布 美夏, Ogino Mika)
Voix japonaise : Asami Seto, voix française : Marie Du Bled
Mika est une camarade de classe et une amie d’enfance de Yukina. Une personne toujours optimiste, son passe-temps est le cosplay.
Jundai Kayahara (茅原 純大, Kayahara Jundai)
Voix japonaise : Yūsuke Kobayashi
Camarade de classe de Yukina qui porte toujours une caméra. Il essaie souvent d’entrer dans le cœur de l’action, sans tenir compte de sa propre sécurité.
José Carlos Takasuka (ホセ・カルロス・高須賀, Hose Karurosu Takasuka)
Voix japonaise : Shunsuke Takeuchi, voix française : Fabian Finkels
Camarade de classe de Yukina qui n’aime pas le chaos provoqué par l’arrivée d’Efi Dorg et de la Relique Noire. Il est à moitié espagnol et moitié japonais, mais il ne parle que le japonais.
Ryoto Akagi (赤城 涼斗, Akagi Ryōto)
Voix japonaise : Kaito Ishikawa
Un camarade de classe de Yukina avec une réputation de délinquant. Son père est chef de l’entretien au laboratoire de Kurobe.

### Famille Shirahane
Takehito Shirahane (白羽 岳人, Shirahane Takehito)
Voix japonaise : Tōru Ōkawa, voix française : Fabian Finkels
Le père de Yukina. Il a déduit à juste titre que les "Ogres" de la légende étaient en fait des extraterrestres, mais il a mystérieusement disparu il y a huit ans. Zell révélé qu’ils sont devenus amis et ont juré de travailler ensemble pour arrêter Efi Dorg, mais il est malheureusement mort dans une tempête de neige avant que Zell ne puisse l’aider
Koharu Shirahane (白羽 小春, Shirahane Koharu)
Voix japonaise : Momo Asakura, voix française : Sophie Frison
La sœur cadette de Yukina et en troisième année à l’école primaire. Elle vit avec Yukina au temple de leur oncle. Koharu aime regarder des drames historiques à la télévision et admire Kennosuke.
Osho Yakushi (薬師)
Voix japonaise : Tetsuo Gotō, voix française : Maxime Van Stantfoort
Le frère aîné d’Hiromi. C’est un moine bouddhiste et s’occupe de ses nièces pendant que sa sœur est constamment au travail.

### Efy Dolgh
Efy Dolgh (エフィドルグ, Efidorugu) est une organisation extraterrestre dont les éclaireurs ont tenté d’envahir la Terre il y a 450 ans et dont la Compagnie Gezon-Reco arrive sur Terre pour consolider l’action des éclaireurs. Sa mission autoproclamée est de « civiliser la galaxie », les membres de la compagnie Gezon-Reco se disent "agents de réforme des frontières". Lorsqu’un fonctionnaire de l’ONU lui demandé si Efi Dorg est conquérant, Fusunani a estimé qu’il s’agissait d’une description acceptable vu que sa réalité fonctionne sur le principe de la survie du plus fort avec les faibles servant les forts. 
Lefil (レフィル, Refiru)
Voix japonaise : Atsushi Ono
Le leader de la compagnie Gezon-Reco d’Efi Dorg. Il s’est révélé être un clone de la même espèce que Zell. Il a été poignardé et a subi un lavage de cerveau par Zell pour empêcher le Kururu de s’activer mais il indique que si le Kururu n’est pas arrêté, une nouvelle compagnie Gezon-Reco plus importante arrivera.
Mirasa (ミラーサ, Mirāsa)
Voix japonaise : Yuina Yamada
Un soldat ambitieux d’Efi Dorg qui donne la priorité à ses réalisations personnelles sur le bien-être de ses camarades et les principes de combat d’Efi Dorg. Son géoframe est désigné "Spider" (ンンンダー,  Supaidā) par l’ONU. Elle essaie de tuer Muetta pour obtenir seule la gloire. Lors de l’assaut le plus important d’Efi Dorg elle tente de terminer Muetta mais est stoppée par le sacrifice de Sebastian. Elle a été tuée pendant la contre-attaque de Muetta.
Yoruba (ヨルバ)
Voix japonaise : Kishō Taniyama
Un pilote agressif d’Efi Dorg. Son géoframe est désigné "Bluebird" par l’ONU. Avec l'aide de Sophie et de Zell, il est battu par Kennosuke lors de la bataille finale et est fait prisonnier. Muetta demande son aide pour vaincre Efi Dorg, mais il la traite de traître et refuse. 
Imusa (イムサ)
Voix japonaise : Tooru Sakurai, voix française : Stanny Mannaert
Un pilote chauve d’Efi Dorg. Son géoframe est désigné "Rockhead" par l’ONU. Pendant la contre-attaque Lefil combine son géoframe avec le sien, mais les deux sont vaincus par le travail d’équipe de Kennosuke, Yukina, Sophie, Tom et Muetta et tandis que Lefil parvient à s’échapper, il meurt dans la destruction de son géoframe.
Fusunani (フスナーニ, Fusunāni)
Voix japonaise : Kōji Yusa
Pilote d’Efi Dorg. Son géoframe est désigné "Longarm" (ンンンンーン,  Ronguāmu) par l’ONU. Après avoir été vaincu par Kennosuke, il est fait prisonnier par l’ONU, mais c’est une ruse pour infiltrer le laboratoire de Kurobe. Kennosuke se rend compte qu’il ressemble à un capitaine samouraï du clan Washiba qu’il a rencontré une fois, mais lorsqu’il le confronte, Fusnani nie toute idée d’être de la Terre. Acculé par les forces de l’ONU, il tente de tuer Yukina pour rendre la Relique Noire inutilisable mais il est tué par Kennosuke. Comme Muetta, lui aussi est probablement un clone créé par l’ADN des samouraïs de Washiba pour servir dans la force d’invasion Efi Dorg.
Hedo (ヒドゥ, Hidu)
Voix japonaise : Hideki Nakanishi
Pilote d’Efi Dorg. Son géoframe est désigné "Crabe jaune" (ンンーンンン ,  Ierōkurabu) par l’ONU. Kennosuke utilise la Relique Noire pour le vaincre une première fois, coupant le bras droit du Crabe Jaune, mais Hedo revient avec un bras de remplacement pour son mecha. Après avoir été vaincu une deuxième fois, Hedo sort de son mecha pour reconnaître les prouesses de l’opérateur de la Relique Noire et pour demander pourquoi ils ont trahi Efi Dorg. Ne recevant aucune réponse en raison du choc de Kennosuke à son apparence humaine, Hedo se suicide en faisant exploser le crabe jaune.

### Autres
Yukihime (雪姫)
Voix japonaise : Aki Toyosaki
Dernière héritière du clan Washiba. Quand Efi Dorg envahit le Japon de l’ère Sengoku, Yukihime enrôla Kennosuke pour exploiter la "Relique Noire" afin de contrer les envahisseurs. Cependant, la "Relique Noire" est finalement prise dans une explosion, au cours de laquelle Yukihime est mort et Kennosuke a perdu la mémoire.
Zelleager "Zell" Myundef Vishrai (ゼルイーガー・ミュンデフ・ビシュライ (ゼル), Zeruigā Myundefu Bishurai (Zeru)) / Demon (鬼, Oni)
Voix japonaise : Shigenori Sōya
Zell est un alien d’une planète située à 220 années-lumière de la Terre dans le système stellaire binaire chi-un Sagittaire, la constellation du zodiaque du Sagittaire. Son espèce a la peau rouge, une corne et a une durée de vie de plusieurs siècles. La planète de Zell a été conquise par l’Efi Dorg, et il voulait empêcher la Terre de faire face au même sort. Arrivé au Japon il y a 450 ans, il a tenté d’arrêter la force Efi Dorg qui a massacré le clan Washiba, mais les humains croyaient qu’il était un démon et l’ont attaqué. Dans un passé récent, le père de Yukina, Takehito Shirahane, l’a rencontré et a tenté d’aider sa cause. Takehito lui a également donné le surnom de Zell. Aujourd’hui, il vient encore en aide aux forces de l’ONU pour contrer l’invasion d’Efi Dorg.

## Anime
Kuromukuro est réalisé par Tensai Okamura et produit par P.A.Works. L'anime est scénarisé par Ryō Higaki, avec un chara-design de Yuriko Ishii et une musique de Hiroaki Tsutsumi.

## Saison 1
| No | Titre de l'épisode en français | Titre original de l'épisode                                   | Date de 1re diffusion |
| -- | ------------------------------ | ------------------------------------------------------------- | --------------------- |
| 1  | Pluie d'ogres                  | 鬼の降る空 Oni no Furu Sora                                   | 7 avril 2016          |
| 2  | Le réveil                      | 黒き骸は目覚めた Kuroki Mukuro wa Mezameta                    | 14 avril 2016         |
| 3  | Le château                     | 城跡に時は還らず Jōseki ni Toki wa Kaerazu                    | 21 avril 2016         |
| 4  | Nouveau monde                  | 異国の味に己が境遇を知る Ikoku no Aji ni Ono ga Kyōgū o Shiru | 28 avril 2016         |
| 5  | Un samouraï à l'école          | 学び舎に来た男 Manabiya ni Kita Otoko                         | 5 mai 2016            |
| 6  | Le combat                      | 神通の川原に舞う Jinzū no Kawara ni Mau                       | 12 mai 2016           |
| 7  | La disparition                 | 東雲に消ゆ Shinonome ni Kiyu                                  | 19 mai 2016           |
| 8  | Yukina a disparu !             | 黒鷲の城 Kurowashi no Shiro                                   | 26 mai 2016           |
| 9  | Le message de l'ogre           | 岩屋に鬼が嗤う Iwaya ni Oni ga Warau                          | 2 juin 2016           |
| 10 | Un captif arrogant             | 不遜な虜 Fuson'na Toriko                                      | 9 juin 2016           |
| 11 | Vérité cachée                  | 闇に臥したる真 Yami ni Fushitaru Makoto                       | 16 juin 2016          |
| 12 | Un été de malade               | 黒部の夏に地獄を見る Kurobe no Natsu ni Jjigoku o Miru        | 23 juin 2016          |
| 13 | Bienvenue au festival          | 祭囃子に呼ばれて Matsuribayashi ni Yobarete                   | 30 juin 2016          |

## Saison 2
| No      | Titre de l'épisode en français           | Titre original de l'épisode                        | Date de 1re diffusion |
| ------- | ---------------------------------------- | -------------------------------------------------- | --------------------- |
| 1 (14)  | Affrontement                             | 祭に踊る羅刹 Matsuri ni Odoru Rasetsu              | 1er juillet 2016      |
| 2 (15)  | Choix difficiles                         | 追分の果て Oiwake no Hate                          | 8 juillet 2016        |
| 3 (16)  | Vous ne me connaissez pas                | 再会は水に流れて Saikai wa Mizu ni Nagarete        | 22 juillet 2016       |
| 4 (17)  | Danse dans les nuages                    | 雲中に鬼が舞う Unchū ni Oni ga Mau                 | 28 juillet 2016       |
| 5 (18)  | Volutes de vapeur                        | 湯煙に消える Yukemuri Ni Kieru                     | 4 juillet 2016        |
| 6 (19)  | L'invitation de l'ogre                   | 鬼が誘う宴 Oni Ga Izanau Utage                     | 11 juillet 2016       |
| 7 (20)  | De mal en pis                            | 飛んで火に入る虎の口 Tonde Hi ni Iru Tora no Kuchi | 18 juillet 2016       |
| 8 (21)  | Le sort en est jeté                      | 牙城の落ちる日 Gajō no Ochiru hi                   | 25 juillet 2016       |
| 9 (22)  | Larmes d'une Narcisse                    | 鬼が哭いた雪中花 Oni ga naita setchūka             | 1er septembre 2016    |
| 10 (23) | Conte de deux grenouilles                | 雪に唄う蛙 Yuki ni Utau Kaeru                      | 8 septembre 2016      |
| 11 (24) | Carnage à Kurobe                         | 血戦の黒部ダム Kessen no Kurobe Damu               | 15 septembre 2016     |
| 12 (25) | Rêve de l'ogre                           | 鬼の見た夢 Oni no Mita Yume                        | 22 septembre 2016     |
| 13 (26) | Un samouraï ne regarde jamais en arrière | 侍は振り返らず Samurai wa Furikaerazu              | 29 septembre 2016     |

### Musiques
Pour les treize premiers épisodes, le générique d'ouverture est Deathtopia (デストピア, Desutopia) de Glay, et celui de fin Reali.stic (リアリ・スティック, Riari Stikku) de Michi. Pour les treize derniers épisodes, le générique d'ouverture est Chō Onsoku Destiny (超音速デスティニー) de Glay, et celui de fin Eien Loop (永遠ループ) de Ami Wajima.